# Veikko Hirvimäki
Veikko Mikael Hirvimäki, född 8 januari 1941 i Petäjävesi, är en finländsk skulptör.
Som konstnär är Hirvimäki autodidakt. Han verkade länge, ännu på 1970-talet, som målare av expressiva, figurativa arbeten. Därefter har han blivit mest känd som bildhuggare med arbeten i granit, betong och brons och senare skulpturer i trä, ett material som han också tidigare arbetat med och ibland kombinerat med stenen.
Hirvimäki ställde ut första gången 1960. Till hans mest kända offentliga arbeten hör monumentet i svart granit över Mika Waltari (Kungstanken, rest 1985) i Helsingfors. I likhet med många andra av hans skulpturer består det av flera delar som kan skapa en inre spänning och dialog. I Hirvimäkis senare produktion har mängder av ofta små, intima föremål av trä och andra naturmaterial bildat serier eller lågmälda installationer.
År 2012 mottog Hirvimäki Akseli Gallen-Kallelas hederspris av Kalevalasällskapet.
Hirvimäki bor sedan början av 1990-talet i Schweiz och tillhör det schweiziska bildhuggar- och arkitektförbundet SPSAS.

## Offentliga verk i urval
- Jäljet, skulptur, Tuulensuu skulpturpark, Viitasaari, 1994